# Cobra Classic Sportscars
Cobra Classic Sportscars war ein deutscher Hersteller von Automobilen.

## Unternehmensgeschichte
Das Unternehmen war zunächst an der Meerweinstraße 29 in Sasbach ansässig. 1990 begann unter Leitung von G. Handloser die Produktion von Automobilen. Der Markenname lautete CCS. 1992 lautete die Adresse Bühlstraße 26 in Bahlingen am Kaiserstuhl. Es ist nicht bekannt, wann die Produktion endete.

## Fahrzeuge
Das Unternehmen stellte Replikas her. Das Modell CCS Cobra 427 war ein Nachbau des AC Cobra. Die Grundversion verfügte über einen Einbaumotor von Ford mit bis zu 250 PS Leistung. Eine bessere Version mit Gitterrohrrahmen war für die Aufnahme von Jaguar-Motoren mit bis zu 450 PS geeignet. Daneben gibt es Nachbauten des Lotus Seven und des Ford V8 von 1932 bis 1934 als Street Rod.